# Lonicera annamensis
Lonicera annamensis är en kaprifolväxtart som beskrevs av N. Fukuoka. Lonicera annamensis ingår i släktet tryar, och familjen kaprifolväxter. Inga underarter finns listade i Catalogue of Life.